# 張郁婕
張郁婕（英語：Kimberley Chang，1988年6月8日—），台灣女演員，畢業於國立台灣師範大學表演藝術研究所。自幼學習古典音樂，主修聲樂，副修小提琴、鋼琴。研究所專研音樂劇表演。
2007年演出歌手周杰倫《牛仔很忙》MV小提琴手，外型清新與香港藝人梁洛施相似，拍攝作品多電視廣告，並參與電影、舞台劇、戲劇等演出。

## 電影
- 2012/1   電影《命運狗不理》  飾演 護士
- 2012/7   電影《天台》  飾演 彩妝師
- 2017/3   網路電影《桃色交易-愛情偵探社》  飾演 女主角 社長 馬葶
- 2017/5   電影《疾風魅影黑貓中隊》 飾演 歌手
- 2017/9   電影《一家之主》 飾演 女建商 （原電影《買屋記》更名後演出片段遭刪減）

## 舞台劇
- 2011/6   刺點創作工坊 音樂劇 《命運之輪》  演員
- 2011/9   第四屆台北藝穗節　黑門山上的劇團—《採花女》 影像演員
- 2011/10  果陀劇場　建國百年音樂劇—《我是油彩的化身》  演員
- 2012/8   果陀劇場《再見女郎》 飾演 慧如
- 2012/12  刺點工作坊 音樂劇 《Misplace》 演員
- 2012/9   明台產物保險 兒童意外險宣傳音樂劇《惡魔搗蛋日記》 飾演 惡魔姐姐
- 2013/6   國立臺灣師範大學 高行健 華麗搖滾音樂劇《山海經傳》 飾演 嫦娥
- 2012/6   國立臺灣師範大學表演藝術研究所演出 高行健《夜遊神》 飾演 夢遊者
- 2013/11  安徒生和莫札特的創意劇場 《屋頂動物園》 爵士親子音樂會 飾演 茉茉
- 2013/12  刺點工作坊 音樂劇 《Shot》 飾演 夏又菱、楊若穎
- 2014/3   安徒生和莫札特的創意劇場 《誰是大明星》 爵士親子音樂會 飾演 茉茉
- 2014/8   台北藝術推廣協會 《大算命家》 飾演 女主角-田心愛
- 2014/10  音樂時代 音樂劇 《隔壁親家》 飾演 李迎治
- 2017/3   果陀劇場 《誰家老婆上錯床》 飾演 葛蘭蘭
- 2017/10  果陀劇場 《徵婚啟事》 飾演 某女友
- 2018/9   天作之合 音樂劇 《飲食男女》 搶先試菜 飾演 朱家珍
- 2018/10  果陀劇場 《悲憫次神的兒女》 飾演 克蘭律師
- 2021/9  果陀劇場 《我的大老婆》 飾演 施碧青副教授
- 2025/5 果陀劇場 《三個傻瓜》 飾演 院長大女兒-蒙娜

## 電視劇
- 2016年 公視｜《愛的角動量》饰演 小昕
- 2017年 台視｜《植劇場》夢裡的一千道牆 饰演 阿龍媽
- 2019年 民視｜《多情城市》 饰演 羅正怡
- 2022年 三立台灣台｜《一家團圓》 饰演 王雅婷
- 2024年 中視、三立都會台｜《幸福房屋事件簿》飾演 小蜜

## 短片
- 2012/5   國泰五十週年短片 投信篇
- 2012/9   民政局 林安泰古厝導覽短片 飾演 林家小姐
- 2013/1   內政部 自然人憑證宣傳影片
- 2014/2   內政部 自然人憑證宣傳影片 演員
- 2014/11  蘇州房產內部宣傳短片
- 2015/1   黃品源音樂微電影《不想說再見》 飾演 琬玲
- 2015/5   短片《另一個女孩》 飾演 女主角-曉菁
- 2015/11  東森《三十定律》宣傳短片 飾演 客戶-孫小姐
- 2015/11  麥當勞微電影 忘記篇 妻子
- 2016/7  《桃園魅影》微電影 飾演 女鬼
- 2016/8  兒福聯盟《家的約定》 飾演 社工
- 2019/5  國家發展委員會檔案管理局《電子檔案實驗室》 介紹影片
- 2021/11 英雄偶像劇《因為愛》 飾演 蔡雅芳
- 2024/1  莒光園地 保防單元劇《悔不當初》 飾演 保防官 卓佳瑩上尉
- 2024/6 莒光園地 保防單元劇 《明天留給我》 飾演 保防官 陳怡涵
- 2025/3 莒光園地 心輔單元劇 《升陷風暴》 飾演 營輔導長 范怡萱

## MV
- 2007/11  周杰倫 牛仔很忙 MV 飾演 提琴手
- 2008/1   宋念宇 沒那麼難 MV 飾演 學生
- 2014/12  Selina任家萱&蕭煌奇 一人水一項 MV 飾演 追車女
- 2015/6   脫拉庫樂團 三分鐘情歌]  MV 飾演 休閒女孩
- 2017/11  林俊傑 Until The Day MV 飾演 小女兒
- 2021/3  八三夭樂團 我不需要每一個人都愛我]  MV飾演 學姐

## 廣告代言
- 2012/9   麥當勞 廣告 簡單生活篇 哈姆吉事堡 飾演 小資女上班族
- 2013/1   GALAXY Note II 櫻花粉 廣告 失戀篇 飾演 好姐妹
- 2013/2   淨脈舒 廣告 阿卡貝拉篇 飾演 老師
- 2013/5   台新銀行 廣告 認真女人篇 飾演 公車提琴手
- 2013/12  刷樂 廣告 自信篇 飾演 好姐妹
- 2014/5   中國一花一木保養品網路廣告 釋懷篇 飾演 失戀女
- 2014/6   中國德克士 哈辣芝士堡廣告 飾演 好友
- 2014/8   新逸萱秀洗髮精 廣告 雜音篇 飾演 頭髮不順女子
- 2014/9   中國支付寶錢包品牌 廣告女主角
- 2014/12  屈臣氏廣告 美麗信仰篇 女主角
- 2015/1   2015 春夏季腕錶系列廣告 飾演 微笑女子
- 2015/5   Xperia M4 Aqua Dual 放肆玩樂無極限 手機廣告 飾演 好友
- 2015/6   寶礦力水德 Pocari Ion Water 團隊補給篇 女主角
- 2015/6   美夢成真鑽石 最幸福的求婚小事篇 飾演 女友
- 2015/7   Kindle Paper White 網路廣告 飾演 樹屋女孩
- 2015/7   遠傳給你大Pad備，大可以對自己好一點 飾演 門市小姐
- 2015/9   夢幻西遊 手機遊戲廣告 飾演 女友
- 2015/9   Gogoro廣告 演員
- 2015/12  中國輔舒良鼻噴霧廣告 飾演 情侶
- 2015/12  中國友加交友網路短片 飾演 奶茶妹妹
- 2016/1   舒酸定網路廣告 飾演 女秘書
- 2016/8   Dr's formula洗髮精 全系列再升級 廣告 飾演 洗髮女
- 2016/10  中國香飄飄奶茶 多米諾骨牌篇 飾演 年輕媽媽
- 2016/11  妮維雅霜 好姐妹篇 飾演 好姐妹
- 2016/11  Dr's formula 網路廣告 熱情無罪，捲  捲不退 舞者
- 2016/12  EVA AIR 長榮航空 2016聖誕驚喜計畫 飾演 地勤人員
- 2017/2   中國脈動運動飲料 求愛篇 飾演 戀愛女孩
- 2017/6   MAZDA Smile Together 篇 飾演 女兒
- 2018/1   中國淘寶親情帳號廣告 飾演 女兒
- 2018/5   福斯汽車：C-Trek蔚領《了不起的村落》第二季 飾演 太太
- 2018/5   中國OLAY網路廣告 伴娘篇] 飾演 伴娘
- 2018/7   Ariel洗衣膠囊廣告 3in1 pods篇 飾演 嬌妻
- 2018/7   2018 全聯福利中心 Swiss Diamond集印花-求婚篇飾演 女友
- 2018/7   2018 全聯福利中心 Swiss Diamond集印花-距離篇飾演 女友
- 2018/7   Ariel 3D 三合一洗衣膠囊新上市 Smelly Husband篇 飾演 嬌妻
- 2018/7   茶裏王 上班族都市傳說！ 飾演 店員
- 2018/11  國泰世華2018形象廣告 飾演 煙火女孩
- 2019/3   YAMAHA AXIS Z 勁豪125飾演 運動年輕媽媽
- 2019/4   7-ELEVEN City Cafe 黑糖珍珠撞奶 無界限篇 飾演 音樂職人
- 2019/4   SUZUKI SX4 家庭篇 飾演 媽咪
- 2019/6   新竹豐邑文心匯 飾演 媽媽
- 2019/8   Maruru日本手作六層紗 飾演 媽媽
- 2019/12  IKEA【主廚上菜】新年賀歲 飾演 媽媽
- 2019/12  IKEA【快樂家庭】新年賀歲 飾演 媽媽
- 2019/12  IKEA【CSI破案神探】新年賀歲 飾演 媽媽
- 2020/02  泰山玄米油 為愛選好油 飾演 媽媽
- 2020/03  芳茲日月養生滴雞精 曾國城篇 飾演 太太
- 2020/11  美吾髮快速護髮霜全新升級 飾演 姐
- 2020/12  HCG和成-秘密篇 飾演 委屈媳婦
- 2021/8   PChome X 家好選物 普通篇   飾演 媽媽
- 2021/8   Happy Go 形象影片 飾演 媽媽
- 2021/9   天母常玉建設 形象影片飾演 女主角
- 2022/5   挺立鈣強力錠 飾演 女主角
- 2022/6   全球人壽 2022服務接班人計畫_拓荒篇 飾演 服務接班人
- 2022/7  桂格雙認證奶粉 維持好心腸 飾演 太太
- 2023/8   芳茲 日月養生滴雞精 飾演 媽媽
- 2024 全國電子五十週年 飾演 媽媽
- 2025 LG空調廣告 飾演 太太

### 平面
- 2012/7   壹週刊校園正妹單元 模特兒
- 2012/11  壹週刊相機單元拍攝 模特兒
- 2014/2   Adidas 平面廣告
- 2014/3   明台產物保險 形象平面廣告 單車篇
- 2014/4   Jusky流行生活雜誌 平面拍攝
- 2015/7   Juksy網路生活雜誌 Fila單元 平面拍攝
- 2015/11  美夢成真鑽石平面廣告
- 2016/3   Juksy流行生活雜誌 Adidas單元 平面拍攝
- 2016/6   Aquagen氣泡水 官網形象照
- 2016/8   Juksy流行生活雜誌 Kipling單元平面拍攝
- 2016/9   Juksy流行生活雜誌 秋冬時尚輕熟穿搭 平面拍攝
- 2018/1   Fun88博弈網站平面廣告
- 2025/2 辰興生醫 輕纖活酵康普茶 代言人

### 配音
- 2015/2   家扶基金會 受虐兒廣告 配音

## 節目
- 2008/3   我猜我猜我猜猜猜 音樂美少女 節目錄影—小提琴演奏
- 2008/5   大學生了沒 才藝美少女 節目錄影—聲樂演唱
- 2008/5   週日大精彩 紅白對決 節目錄影—聲樂演唱
- 2016/5   原住民電視台 Bo!什麼事 直播單元-聲樂演唱直播
- 2025/3 全民星攻略
- 2025/7 天才衝衝衝

### 活動
- 2008/5   楊宗緯 《星空傳奇》 演唱會—開場樂團演奏
- 2016/6   台北市龍舟嘉年華 關渡龍舟隊 大型龍舟男子組 擔任 鼓手

## 外部連結
- 張郁婕的Facebook專頁
- 張郁婕的Instagram帳戶